# Charlotte Thouret
Charlotte Thouret OCD, rozená Anne-Marie-Madeleine Thouret (16. září 1715, Mouy – 17. července 1794, Paříž) byla francouzská karmelitánská jeptiška, která byla popravena v Paříži jako jedna z mučednic z Compiègne. Šestnáct mučednic z Compiègne uctívá katolická církev jako světice.

## Životopis
Vstoupila do karmelitánského řádu v Compiègne a dne 19. srpna 1740 složila řeholní slib. Dvakrát byla zvolena podpřevorkou - v letech 1764 a 1778. Protože ona a 15 dalších karmelitánských sester v Compiègne z loajality k církvi a svým řeholním slibům odmítly složit přísahu na civilní ústavu duchovenstva, byly během jakobínského teroru za Francouzské revoluce dne 23. června 1794 zatčeny. V Paříži byly po monstrprocesu dne 17. července veřejně sťaty gilotinou. Před popravou veřejně obnovily své řeholní sliby.
Charlotte Thouret byla 27. května 1906 spolu se svými společnicemi blahořečena papežem Piem X. Ekvivalentně ji taktéž spolu s nimi svatořečil papež František v Apoštolském paláci dne 18. prosince 2024. Jejím pamětním dnem je 17. červenec.